# Tepetitán
Tepetitán o Villa Tepetitán, es una población mexicana que se localiza en el municipio de Macuspana, al sur del estado de Tabasco. Es uno de los 19 «centros de desarrollo regional» en los que se desenvuelve la mayoría de las actividades económicas y sociales de dicho municipio. Es el asentamiento más antiguo del municipio y en las cercanías existe un río homónimo. Su población es de 1.522 habitantes y se encuentra a 37 km de la cabecera municipal.

## Historia
Durante una expedición de Hernán Cortés en los años 1524 a 1525, el conquistador indicó haber pasado por una población llamada Tepetitlán, que pudiera corresponder al actual pueblo de Tepetitán.
En 1840, esta población fue el seno de la insurrección del levantamiento de Macuspana contra el gobierno centralista, al rebelarse contra el gobierno del general José Ignacio Gutiérrez en Tabasco.

## Actividades económicas
En la población existen pozos petroleros, y las principales actividades son la agricultura, la ganadería y la pesca.

## Fiestas populares
El 13, 14 y 15 de agosto.- Día de la Virgen de la Asunción y Feria de Villa Tepetitán. Actualmente se realizan actividades relacionadas como fiesta patronal como son la famosa chorotada y enramas.

## Personajes destacados
Tepetitán es el lugar de nacimiento de Andrés Manuel López Obrador, quien fue Presidente de México para el periodo 2018-2024.